# Pseudocyclosorus ornatipes
Pseudocyclosorus ornatipes är en kärrbräkenväxtart som beskrevs av Holtt. och J. W. Grimes. Pseudocyclosorus ornatipes ingår i släktet Pseudocyclosorus och familjen Thelypteridaceae. Inga underarter finns listade.